# エゾナキウサギ

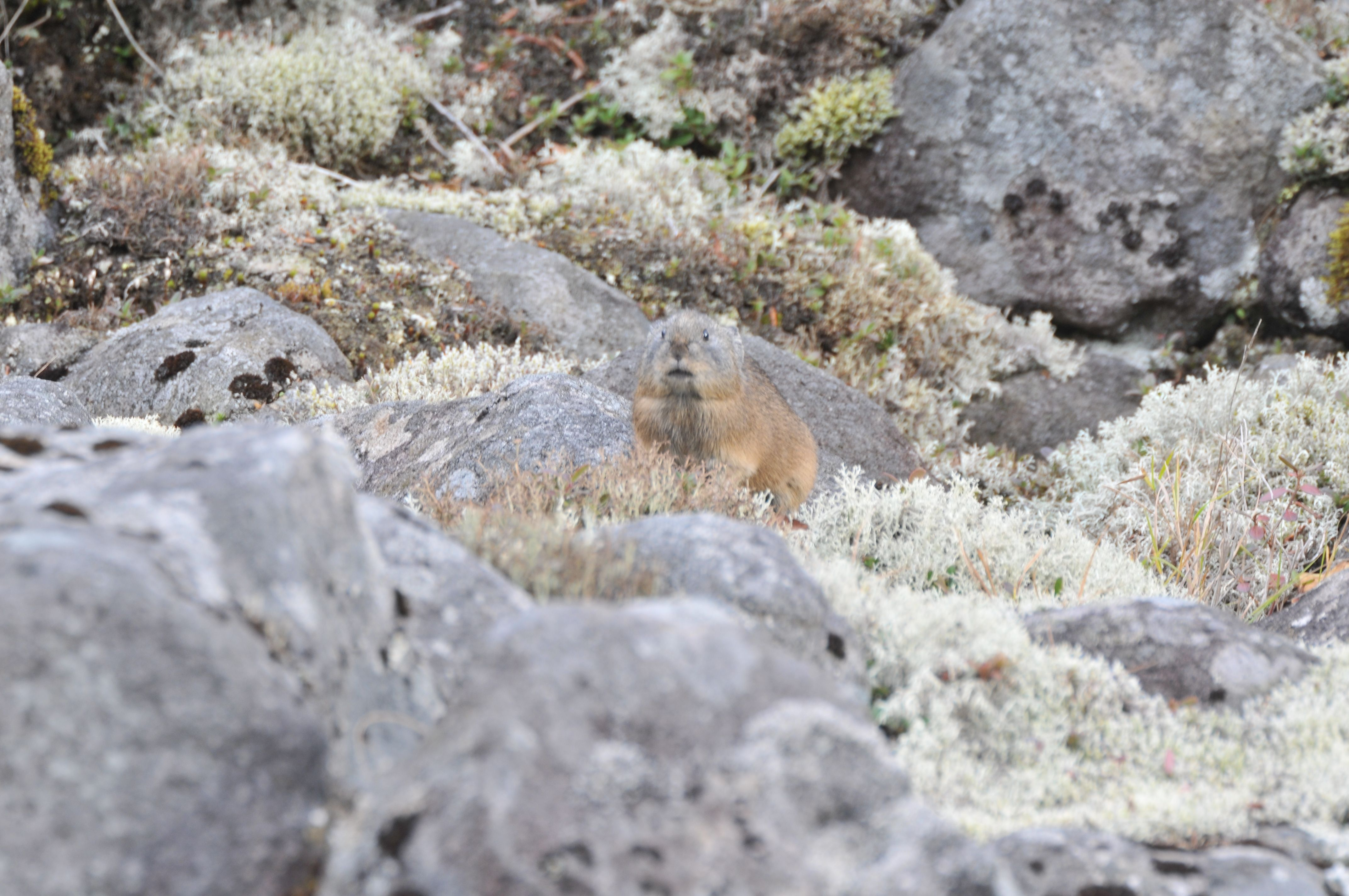
野生のエゾナキウサギ
（北海道鹿追町、2009年10月）

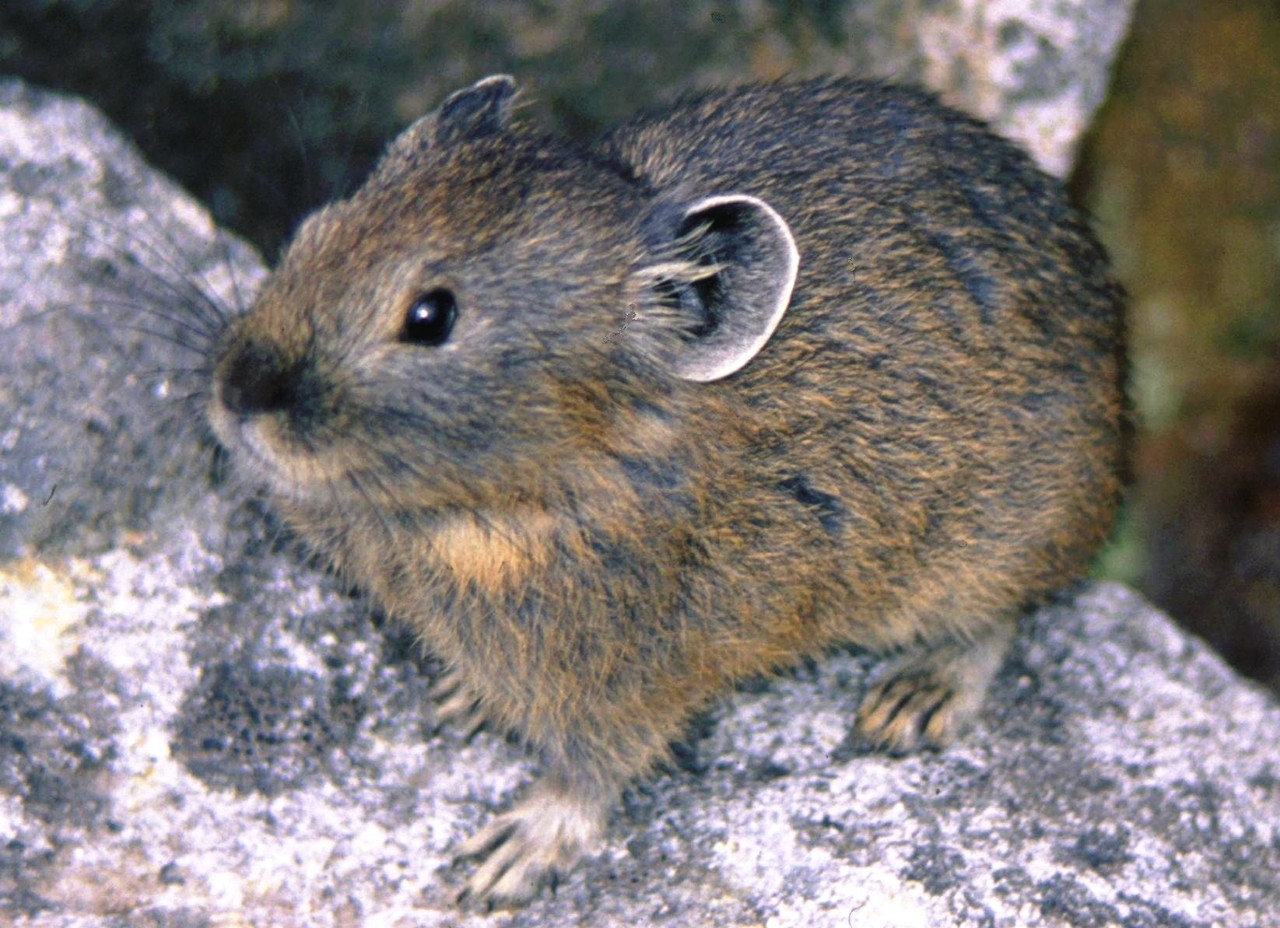
エゾナキウサギ
（ニペソツ山にて）

エゾナキウサギ（蝦夷鳴兎、Ochotona hyperborea yesoensis ）は、ウサギ目ナキウサギ科に属する小型哺乳類。ユーラシア大陸北部に広く分布するキタナキウサギの亜種である。日本では北海道中央部の山岳地帯（大雪山、日高山脈など）に生息する。
別名は「啼兎」「鳴兎」（なきうさぎ）。
また、本種の記載者である岸田久吉が命名したエゾハツカウサギという和名が併記される場合がある。

## 形態
体重は60-150g。体長は10-20cm、尾長は1cm程度である。夏毛は赤褐色で、冬毛は灰褐色から暗褐色になる。年に2回毛変わりする。耳長は2cm程度。5-7mmの尾があるが、短く体毛に隠れてしまうので、ほとんど見えない。足は短く、前足の指は5本、後足の指は4本ある。
歯数は、切歯が上4本下2本、犬歯は無し、前臼歯は上6本下4本、後臼歯は上4本下6本、合計26本。乳頭数は、胸部1対、腹部は無し、鼠径部1対、合計4個。

## 生態
北海道の北見山地や大雪山系、夕張山地、日高山脈など、主に800m以上高山帯のガレ場に生息する。岩場によって作り出される低温環境が棲息の条件となっており、必然的に高山性の動物となっている。風雨や極端な寒さを嫌い、日中も活動するが、日没後のほうが活発に行動する。
食性は植物食で、葉や茎、花、実などを食べる。冬眠はしないが、夏から秋にかけて葉などを岩の間にため込み、冬の保存食を作る。
ノウサギやイエウサギと同様、盲腸糞を食べる。肛門から直に口をつけて食べることがある。岩の上に細長いタール状に排泄して乾燥したものを、ポリポリと音をたてて食べることもある。
集団性の穴居生活を行い、外敵に対して協力して防衛を行うなどの社会性を持つが、排他性も強い動物である。
雌雄とも同性に対する縄張りを持ち、つがいとなる1組の雌雄の縄張りはほぼ同じ範囲にあたる。繁殖期は春から夏の間の年1回で、1回につき1-5頭の子どもを産む。寿命は2 - 3年と推定されている。

### 鳴き声
本種は「なきうさぎ」という名前の通り、甲高い鳴き声でよく鳴く。オスとメスとでは鳴き声が異なる。オスは「キィッ」または「キチィ」という音を発声する。この鳴き声を3月から10月にかけての時期は1度に4 - 16音発声し、それ以外の時期は1音のみの発声が多い。メスは「ピュー」「ピィーッ」などの伸びのある発声と、「ピィツィ」「ピキィ」などの短い発声をする。3月から10月にかけての時期は「ピィルルルル」「ピィッピィッピィッ」という連続を発声する。

## 発見
1928年（昭和3年）にカラマツ林の害獣として置戸町で捕獲され、発見された。

## 現状
学術的発見から70年近く経つ1994年（平成6年）から1996年（平成8年）にかけて置戸町管内で行われた調査では、エゾナキウサギの生息地は20か所から10か所に半減していた。
エゾナキウサギが去った地域にはエゾシカが進出している。エゾシカは19世紀後半の乱獲により個体数が激減したが、エゾシカが消えた地域にエゾナキウサギが進出してきたと推察される。そして、1990年（平成2年）頃からエゾシカの個体数は増加傾向にあり、19世紀に生息していた地域に再進出していると推察される。また、エゾナキウサギとエゾシカの生息地域の棲み分けが、エゾシカ乱獲以前の状態に戻っている可能性も考えられる。

## 保護上の位置付け
準絶滅危惧（NT）（環境省レッドリスト）
夕張岳の個体群の個体数が100頭未満であり、生息環境の岩のサイズが小さく生息に適していないことから、絶滅のおそれがあった。また、芦別岳の個体群については詳細な調査が行われていなかったため、状況が不明であった。そこで、まずは夕張・芦別のエゾナキウサギが、第2次レッドリスト(2002)で絶滅のおそれのある地域個体群（環境省レッドリスト）に選定された。
その後、夕張・芦別のエゾナキウサギは研究成果により、従来考えられていたほど孤立した個体群ではないことが判明する。その一方、エゾナキウサギという種全体がもともと生息地面積が狭く、存続基盤が脆弱であることに加えて近年標高の低い地域において個体数が減少している可能性が示唆されていることから、第4次レッドリスト(2012)で準絶滅危惧種に選定し直され、2012年（平成24年）8月28日に公表された。
IUCNレッドリスト
IUCNレッドリストでは、種にあたるキタナキウサギ本体がLeast Concernに指定されており、亜種のエゾナキウサギもこれに含まれる。